# أم كدادة
ام كدادة مدينة تقع في ولاية شمال دارفور بالسودان على ارتفاع 635 متر (2083.33 قدم) فوق سطح البحر. وتبعد عن الخرطوم العاصمة حوالي 848.49 كيلومتر (527.51 ميل.

## التسمية
ينسب اسم أم كدادة إلى أشجار الكداد التي تنبت محلياً، وقد كانت تغطي اجزاء كبيرة من مساحة المنطقة، ويتغذى عليها الحيوان، خاصة الضأن والماعز، لكن ونتيجة للتصحر بسبب الرياح الرملية القوية التي كانت تهب في المنطقة بكثافة، أصبح الغطاء النباتي شبه معدوم، وباتت المنطقة ذات طابع صحراوي. 

## الموقع
جغرافياً تقع ام كدادة بين خط العرض 13 درجة و36 دقيقة وصفر ثانية شمالاً وخط الطول 26 درجة و42 دقيقة وصفر ثانية شرقاً وتحدها من الشمال الغربي محلية الكومة ومن الجنوب الطويشة ومن جهة الشرق ولاية غرب كردفان وغرباً محلية كلمندو

## الطوبغرافيا والمناخ
بالرغم من وقوع المدينة في منطقة شبه صحراوية إلا أنهاعدد كبير من التلال والجبال تنتشر في المنطقة اعلاها قمة هو جبل خراط وارتفاعه حوالي 855 متر (2805,118 قدم) ثم جبل كداب 139 متر(456,036 قدم) وجبل كوقول ويرتفع بحوالي 133 متر (436,351). وأما مناخ المدينة فهو مناخ صحراوي يتسم بالجفاف وارتفاع درجات الحرارة.

## نشأة المدينة وتطورها
نشأت كدادة كقرية صغيرة وسط منطقة مرتفعة التضاريس يقع في باطنها حوض أم كدادة الجوفي وقد ساهم توفر المياه فيها في تزايد الوافدين إليها، ومع مرور الوقت تطوّرت أم كدادة لتصبح مدينة. وهي الآن حاضرة محلية أم كدادة، كما تطوّرت المدينة من الناحية العمرانية حيث أُنشئ فيها مركزاً صحياً برعاية أردنية يعتبر من أقدم المستشفيات في دارفور.

## الإدارة
أم كدادة حاضرة محلية تحمل اسمها محلية تتبع ولاية شمال دارفور، وتضم أربعة من أحياء السكنية كبيرة هي:
- الصفا،
- السلام
- التقوى
- المزدلف

## السكان
يبلغ عدد سكان أم كدادة ما يقارب 10,979 نسمة (تقديرات 2019)، ويقطنها العديد من القبائل السودانية ذات الأصول العربية والإفريقية.

## السياحة
يوجد في مدينة أم كدادة العديد من المعالم السياحية الأثرية والطبيعية منها جبل ميدلتون الواقع شمالي المدينة، وسمّي بهذا الاسم تيمناً بالمفتش الإنجليزي ميدلتون الذي توفي في المنطقة نفسهاإبان الحكم الثاتني للسودان. وهناك مسجد أم كدادة العتيق وبئر كوكروك التي يتم استخراج الطين اللزج منها لاستخدامه في صنع الطوب الآجر االمستحدم  في عمليات البناء.